# قسم أبقراط
قسم أبقراط هو نص عادة ما يقسمه الأطباء قبل مزاولتهم لمهنة الطب. لا يوجد بصفة عامة ما يجبر الأطباء على هذا القسم بما أن مهنة الطب في هذا العصر محددة بنصوص قانونية. و يعتبر أبقراط، الملقب بأبو الطب وأعظم أطباء عصره، صاحب فكرة هذا القسم الشهير. تجدر الإشارة أنه توجد على غرار هذا القسم نصوص أخرى تختلف حسب البلدان والهاجس الديني مثل على سبيل الذكر: ميثاق الشرف النقابي العربي، القسم الطبي للمؤتمر العالمي للطب الإسلامي، رابطة الأطباء في فرنسا.

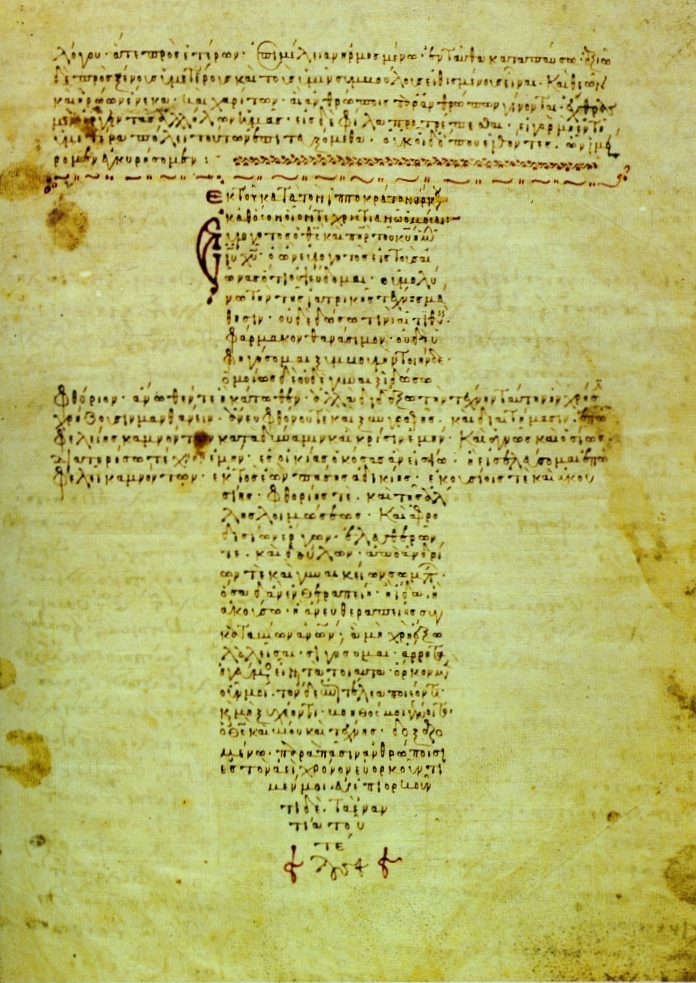
مخطوطة بيزنطية تعود للقرن الحادي عشر مكتوب عليها قسم أبقراط على شكل صليب. مكتبة الفاتيكان.

## قسم أبقراط الأصلي
نص القسم كما أورده ابن أبي أصيبعة في عيون الأنباء في طبقات الأطبا:
| قسم أبقراط | إني أقسم بالله رب الحياة والموت، وواهب الصحة، وخالق الشفاء، وكل علاج. وأقسم بأسقليبيوس، وأقسم بأولياء الله من الرجال والنساء جميعًا، وأشهدهم جميعًا على أني أفي بهذه اليمين وهذا الشرط وأرى أن المعلم لي هذه الصنعة بمنزلة آبائي وأواسيه في معاشي، وإذا احتاج إلى مال واسيته وواصلته من مالي. وأما الجنس المتناسل منه فأرى أنه مساو لإخوتي، وأعلمهم هذه الصناعة إن احتاجوا إلى تعلمها بغير أجرة ولا شرط، وأشرك أولادي وأولاد المعلم لي والتلاميذ الذين كتب عليهم الشرط أو حلفوا بالناموس الطبي في الوصايا والعلوم وسائر ما في الصناعة، وأما غير هؤلاء فلا افعل به ذلك وأقصد في جميع التدابير بقدر طاقتي منفعة المرضى. وأما الأشياء التي تضرب بهم وتدني منهم بالجور عليهم فأمتنع بها بحسب رأيي ولا أعطي إذا طلب مني دواء قاتلًا ولا أشير أيضًا بمثل هذه المشورة وكذلك أيضًا لا أرى أن أدني من النسوة فرزجة (شيء يتداوى به النساء) تسقط الجنين، وأحفظ نفسي في تدبيري وصناعتي على الزكاة والطهارة، ولا أشق أيضًا عمن في مثانته حجر، ولكن أترك ذلك إلى من كانت حرفته هذا العمل. وكل المنازل التي أدخل إليها لمنفعة المريض، وأنا بحال خارجة عن كل جور وظلم وفساد إرادي مقصود إليه في سائر الأشياء، وفي الجماع للنساء والرجال، الأحرار منهم والعبيد، وأما الأشياء التي أعانيها في أوقات علاج المرضى أو اسمعها في غير أوقات علاجهم في تصرف الناس من الأشياء التي لا يُنطق بها خارجًا فأمسك عنها، وأرى أنَّ أمثالها لا ينطق به. فمن أكمل هذه اليمين ولم يفسد شيئًا كان له أن يكمل تدبيره وصناعته على أفضل الأحوال واجملها وأن يحمده جميع الناس فيما يأتي من الزمان دائمًا ومن تجاوز ذلك كان بضده. | قسم أبقراط |

توجد أيضًا رواية ثانية لقسم أبقراط وذلك حسب الدكتور راجي التكريتي في كتابه «السلوك المهني للأطباء»:
| قسم أبقراط | أقسم بأبولو الطبيب، واسكلابيوس، وهيجا وبانيسيا، وأشهد جميع الآلهة على أني سوف أحفظ عهدي التالي حسب إمكاني وحكمي. أن أعزّ من علمني هذا الفن كمعزتي لوالدي، وأشركه معاشي، وإن احتاج فأقاسمه مالي واعتبر ذريته كإخوتي، أعلمهم هذا الفن دون أجر أو شرط. سوف أبوح لأولادي وأولاد من علمني وجميع التلاميذ الذي قيدوا أنفسهم ووافقوا على قواعد المهنة، لهؤلاء دون غيرهم- نواميسها ووصاياها. وأقسم بأن أشير على مرضاي بالنظام الذي أرى على قدر استطاعتي وإدراكي، أنه هو الأنفع لهم في الغذاء والدواء وأمتنع عن كل ما هو ضار ومؤذٍ. سوف لا أصف دواء قتالًا، أو أنصح بما قد يسبب الموت إرضاءً لأحد ولا أعطي امرأة فزرجة مجهضة، بل سوف أديم طهارة حياتي وفني. وألا أخصي الأشخاص الذين يعملون تحت الأحجار، ولكني سأترك ذلك لمن يمارسون هذا العمل. سوف لا استخرج حصاء من مريض، وإن ظهر المرض فيه، بل أترك هذه العملية ليقوم بها الممارسون- المختصون بهذا الفن. وفي أي منزل أدخله سيكون هدفي منفعة المريض وسوف أكف عن عمل يستهدف الأذى أو الفساد عمدًا مبعدًا نفسي عن وكل ما يشين وخصوصًا عن ملذات حب النساء والرجال أحرارًا أم عبيدًا. وسوف احتفظ بكل ما أراه أو اسمعه من أسرار الناس التي ينبغي ألا أكشف ما لا يجب ذكره مما تصل معرفتي إليه في حدود مهنتي أو خارجها أو في مخالطتي اليومية مع الناس بل أكتمه سرًّا. وما دمت باقيًا على قسمي هذا غير حانث به، فليكن جزائي التمتع بالحاية وممارسة فني، مبجلًا من جميع الناس على مرّ العصور، أما إذا انتهكت هذا القسم وحنثت به فليكن جزائي عكس ذلك. | قسم أبقراط |

كما يذكر كتاب «الطب ورائداته المسلمات» أنَّ «كما أنَّ هناك من يقسمون بقسم طبي خاص بهم قد حوّروه بإيجاز عن قسم أبقراط على حساب ملائمته لهم طبقًا لمعتقداتهم وأحوالهم وظروفهم، ولكن نرى من خلاله أن روح وبعض أفكار أبقراط لا تزال موجودة ومهمينة في ذلك القسم».

## قسم أبقراط في الثقافتين العربية والإسلامية
ترجم قسم أبقراط وكيّفه من اليونانية إلى العربية العالم العراقي السرياني حبيش بن الأعسم ـ ابن أخت الطبيب السرياني حنين بن إسحق وأحد تلاميذه ـ وأثبته ابن أبي أصيبعة في فصل خاص من كتابه "عيون الأنباء في طبقات الأطباء"، وقد دخل هذا القسم لاحقًا إلى اللاتينية ثم إلى اللغات الأوروبية الحية، ورجع إلى العرب في صيغته الإنجليزية أو الفرنسية، ليتم تكييفه من جديد في غالب البلدان العربية.

### القسم الطبي حسب المؤتمر العالمي الأول للطب الإسلامي
| قسم أبقراط | بسم الله الرحمن الرحيم. أقسم بالله العظيم أن أراقب الله في مهنتي. وأن أصون حياة الإنسان في كافة أدوارها، في كل الظروف والأحوال، باذلًا وسعي في استنقاذها من الموت والمرض والألم والقلق، وأن أحفظ للناس كرامتهم، وأستر عوراتهم، وأكتم سرّهم. وأن أكون على الدوام من وسائل رحمة الله، باذلًا رعايتي الطبية للقريب والبعيد، الصالح والطالح، والصديق والعدو. وأن أثابر على طلب العلم، أسخِّره لنفع الإنسان لا لأذاه. وأن أوقر من علمني، وأعلّم من يصغرني، وأكون أخًا لكل زميل في المهنة الطبية في نطاق البر والتقوى. وأن تكون حياتي مصداق إيماني في سري وعلانيتي، نقيًا مما يشينني أمام الله ورسوله والمؤمنين. والله على ما أقول شهيد. | قسم أبقراط |